# Гольдхабер, Морис
Морис Гольдхабер (англ. Maurice Goldhaber; 18 апреля 1911, Лемберг, Австро-Венгрия — 11 мая 2011, Ист-Сетокет, штат Нью-Йорк) — американский физик-ядерщик, известный открытием отрицательной спиральности нейтрино (1957). Член Национальной АН США (1958) и Американского философского общества (1972). Удостоен Национальной медали науки (1983), лауреат премии Вольфа (1991).

## Биография
Эмигрировал в США из нацистской Германии в 1933 году. Степень доктора философии получил в Кембридже в 1938 году. Проведя два года в качестве фелло его Колледжа Магдалины, переехал в США и поступил в штат Иллинойсского университета. Натурализовавшийся гражданин США с 1944 года. В 1950 году стал сотрудником Брукхейвенской национальной лаборатории и являлся её директором в 1961-1973 годах.
С 1973 года заслуженный учёный, а с 1985 года заслуженный учёный-эмерит Brookhaven Science Associates Associated Universities, Inc., продолжал трудиться в Брукхейвене до 2008 года.
В 1982 году президент Американского физического общества.
Подписал «Предупреждение учёных человечеству» (1992).
Член Американской академии искусств и наук (1965) и Американской ассоциации содействия развитию науки.

## Награды
- Премия Т. Боннера Американского физического общества (1971)[1]
- Премия памяти Роберта Оппенгеймера (1982)
- Национальная научная медаль США (1983)
- Премия Вольфа (физика, 1991)
- Премия Энрико Ферми (1998)

## Семья
- Родители — Карл Гольдхабер и Этель Фриш.
- Жена (и соавтор некоторых научных трудов) — физик Гертруда Шарф Голдхабер[англ.] (1911—1998).
- Сын — Альфред Шарф Голдхабер (Alfred Scharff Goldhaber), профессор физики Университета Стоуни-Брук штата Нью-Йорк; внук — Дэвид Голдхабер-Гордон (David Goldhaber-Gordon), физик в Стэнфордском университете.
- Брат — Гершон Гольдхабер[англ.] (1924—2010), профессор физики Калифорнийского университета в Беркли. Его жена — физик Суламифь Гольдхабер (1923—1965), сын — американский предприниматель и политический деятель Амос Натаниэл Голдхабер[англ.].